# Thalakudi
Thalakudi é uma panchayat (vila) no distrito de Kanniyakumari, no estado indiano de Tamil Nadu.

## Demografia
Segundo o censo de 2001,  Thalakudi  tinha uma população de 8531 habitantes. Os indivíduos do sexo masculino constituem 50% da população e os do sexo feminino 50%. Thalakudi tem uma taxa de literacia de 78%, superior à média nacional de 59.5%: a literacia no sexo masculino é de 81% e no sexo feminino é de 74%. Em Thalakudi, 10% da população está abaixo dos 6 anos de idade.